# Clarkcomanthus
Genre
Clarkcomanthus est un genre de crinoïdes de la famille des Comatulidae (ordre des Comatulida).

## Systématique
Le genre Clarkcomanthus a été créé en 1986 par Francis W. E. Rowe (d), Anne K. Hoggett (d), R. A. Birtles et Lyle L. Vail (d).

## Description et caractéristiques
Ce sont de grosses comatules pourvues de nombreux bras (jusqu'à 125), dont la bouche est excentrée à la maturité. Le centrodorsal est circulaire à pentagonal. Les espèces de ce genre ont un nombre de cirrhes réduit, presque toujours moins de vingt (en une seule rangée) et souvent aucun à l'âge adulte. Deux pinnules orales (la seconde et la troisième) portent de petits peignes formés de pointes, très variables suivant les espèces. 

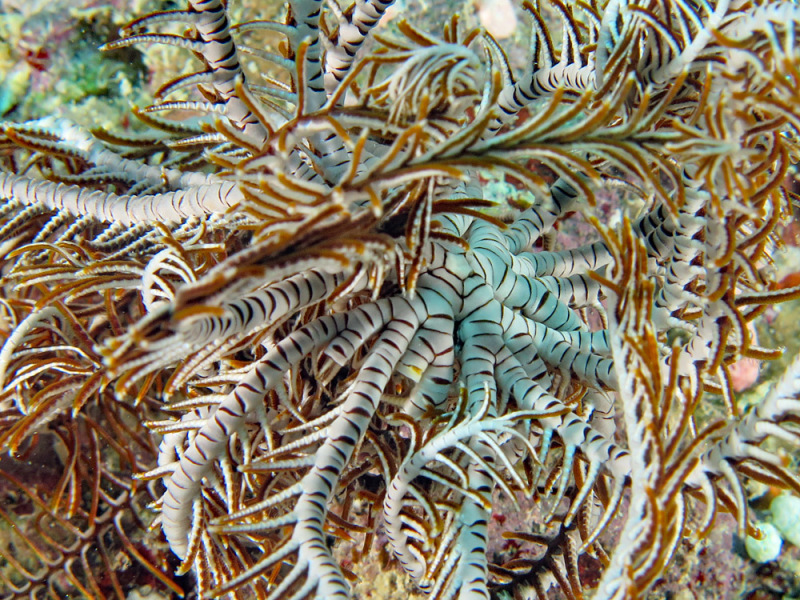
Le centrodorsal sans cirrhes d'une Clarkcomanthus littoralis
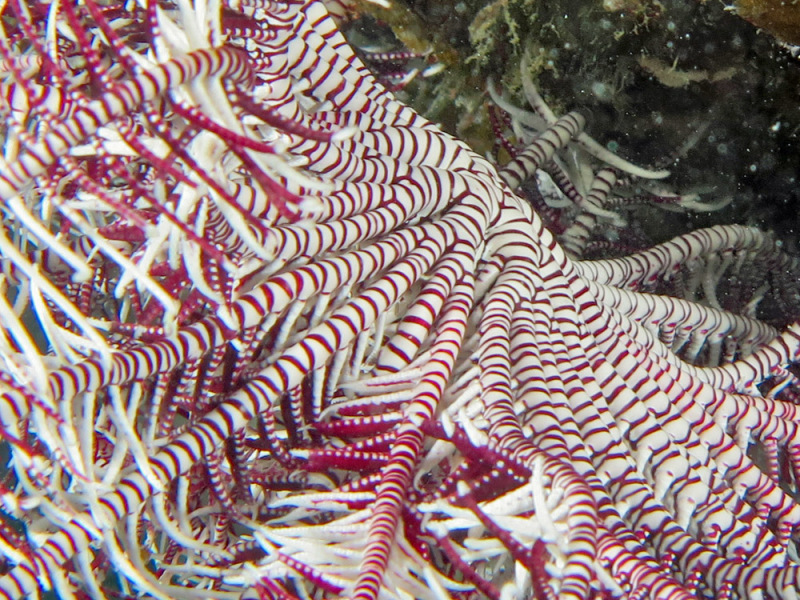
Celle d'une Clarkcomanthus mirabilis
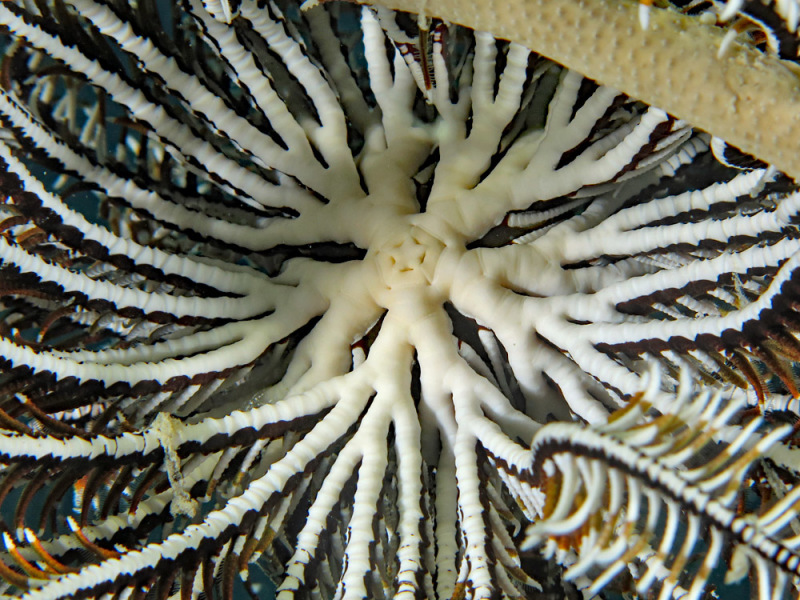
Clarkcomanthus alternans
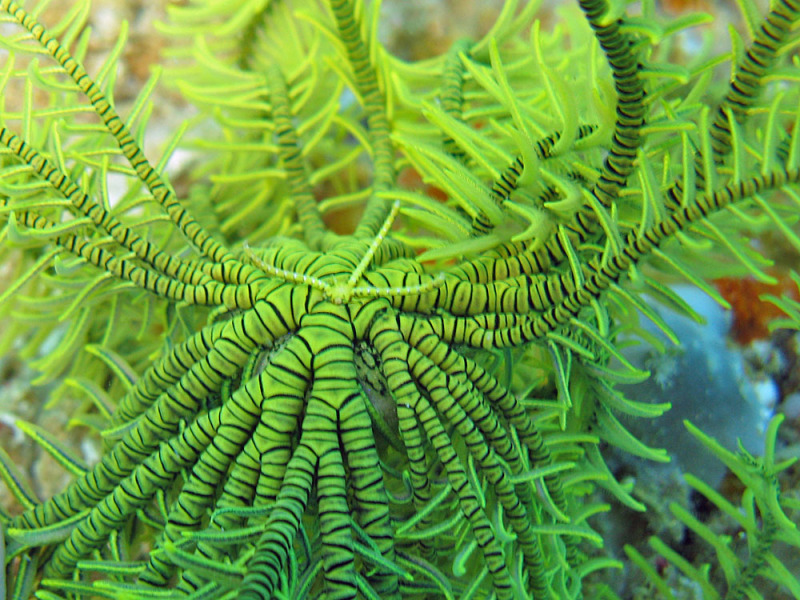
Une Clarkcomanthus mirus avec quelques cirrhes.

## Liste des espèces
Selon World Register of Marine Species (11 juillet 2021) :
- Clarkcomanthus albinotus Rowe, Hoggett, Birtles & Vail, 1986 -- Australie orientale
- Clarkcomanthus alternans (Carpenter, 1881) -- Pacifique ouest
- Clarkcomanthus comanthipinna (Gislén, 1922) -- Pacifique ouest (synonyme de Clarkcomanthus exilis[3])
- Clarkcomanthus littoralis (Carpenter, 1888) -- du Japon à l'Australie
- Clarkcomanthus luteofuscum (HL Clark, 1915) -- Pacifique ouest et région indonésienne
- Clarkcomanthus mirabilis (Rowe, Hoggett, Birtles & Vail, (1986) -- Pacifique ouest
- Clarkcomanthus mirus (Rowe, Hoggett, Birtles & Vail, (1986) -- Australie orientale
- Clarkcomanthus perplexum (HL Clark, 1916) -- Mer de Chine méridionale

Jusqu'en 2015, la plupart des espèces de ce genre faisaient partie du genre Oxycomanthus, qui a été renommé par Charles Messing à la suite d'études génétiques, et a séparé les espèces qui le constituaient entre les genres Clarkcomanthus et Anneissia.

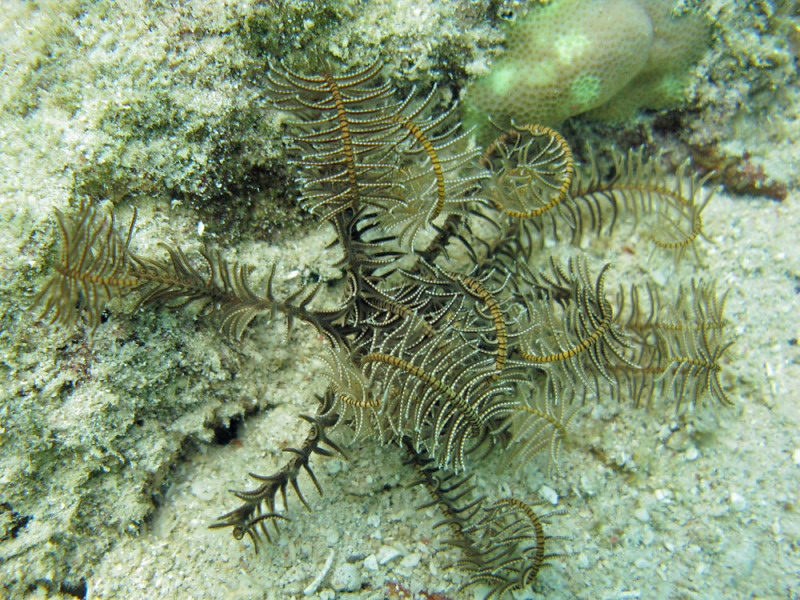
Clarkcomanthus albinotus.
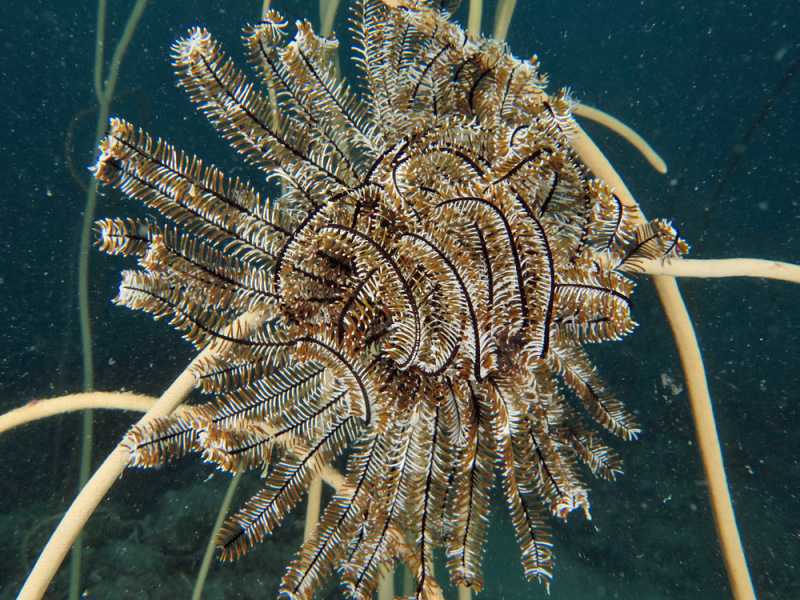
Clarkcomanthus alternans
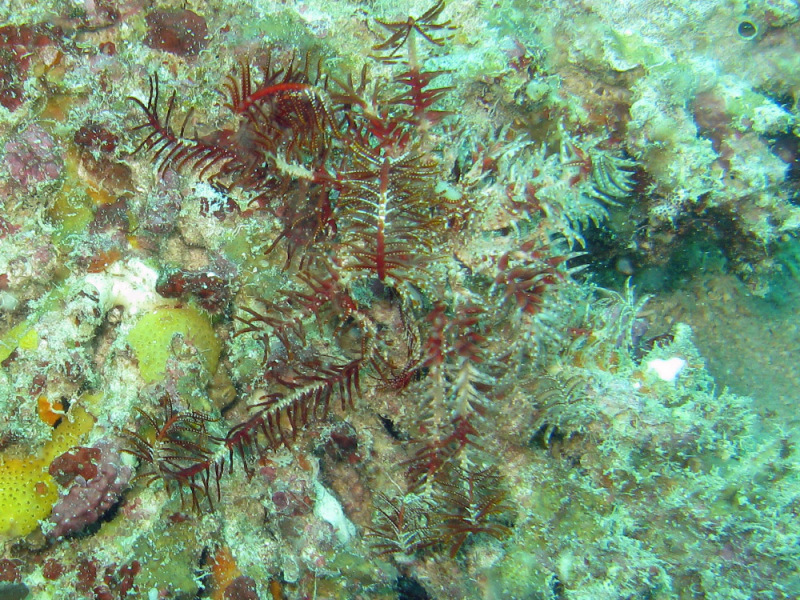
Clarkcomanthus comanthipinna.
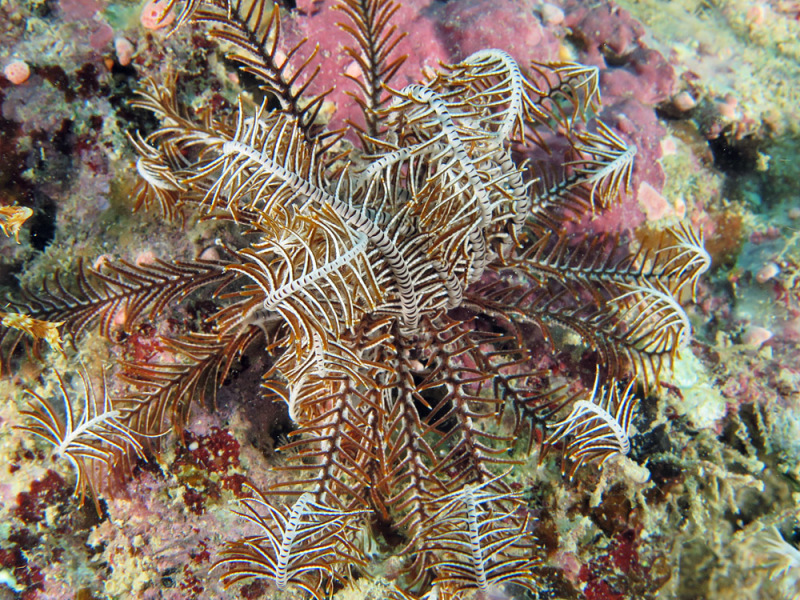
Clarkcomanthus littoralis
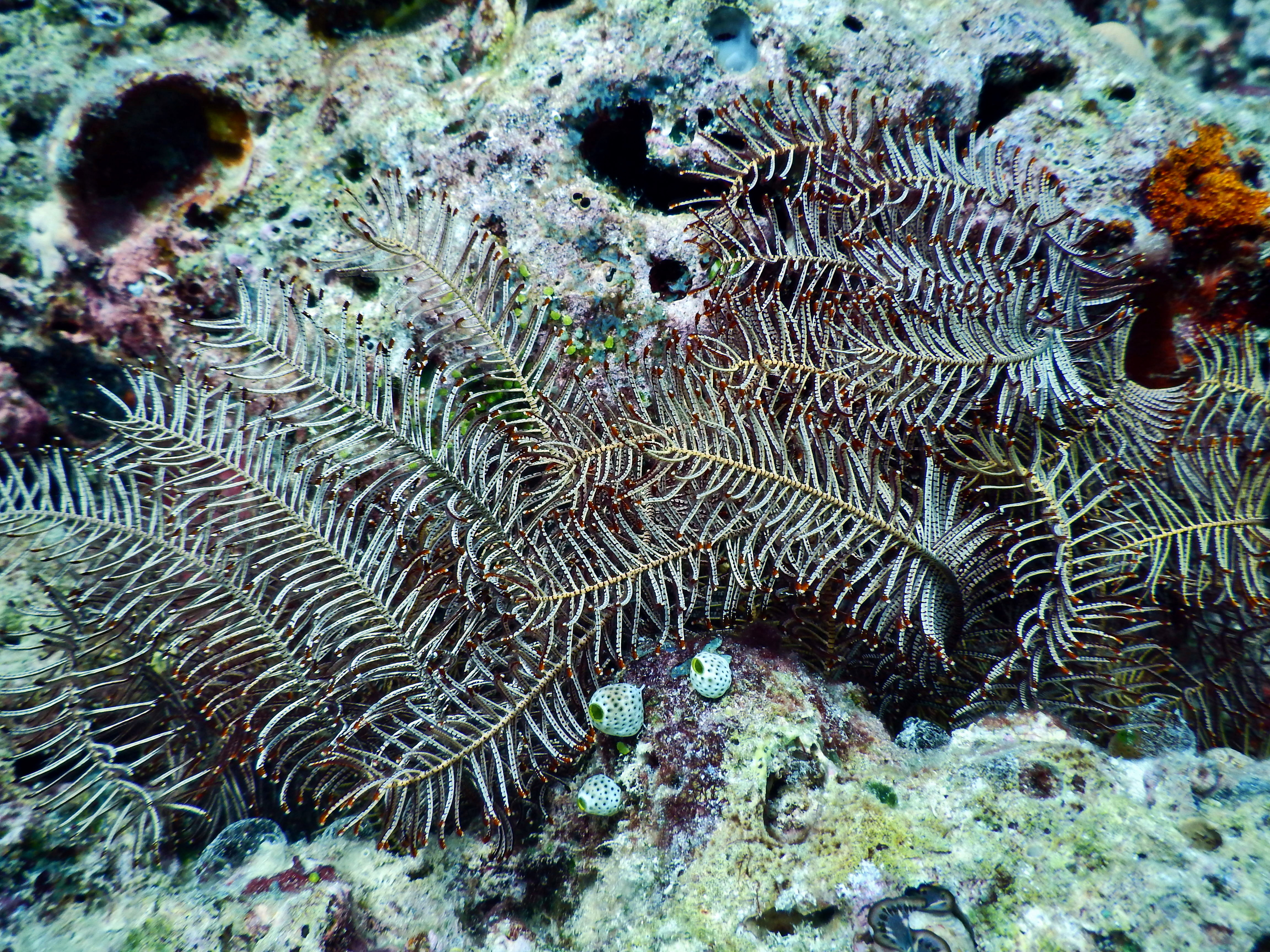
Clarkcomanthus mirabilis aux Maldives.
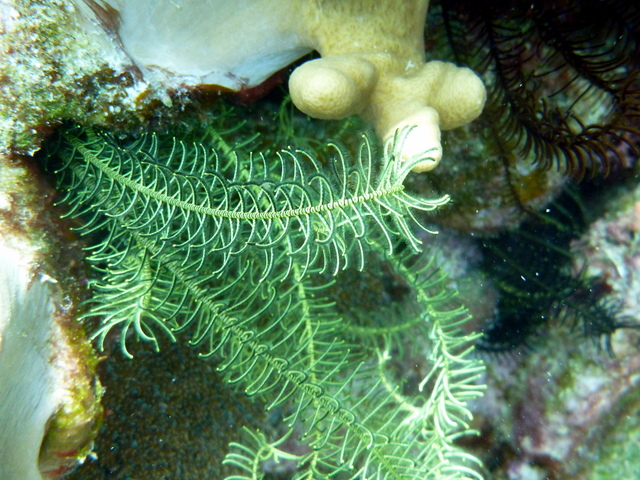
Clarkcomanthus mirus.

## Publication originale
- (en) F. W. E. Rowe, A. K. Hoggett, R. A. Birtles et L. L. Vail, « Revision of some comasterid genera from Australia (Echinodermata: Crinoidea), with descriptions of two new genera and nine new species », Zoological Journal of the Linnean Society, Linnean Society of London et OUP, vol. 86, no 3,‎ mars 1986, p. 197-277 (ISSN 1096-3642 et 0024-4082, OCLC 01799617, DOI 10.1111/J.1096-3642.1986.TB01812.X).